# Coccinula quatuordecimpustulata
Coccinula quatuordecimpustulata је инсект из реда тврдокрилаца (Coleoptera) и породице бубамара (Coccinellidae).

## Опис
Глава код мужјака црна са белим теменом, код женки црна са паром белих тачака код очију. Пронотум црн са белом предњом ивицом и угловима. Покрилца црна са жутим или белим мрљама. Тело је дугачко 2,8–4,3 mm.

## Распрострањење и станиште
Настањује безмало целу Европу, одсутна је из Португалије, Велике Британије, Исланда и већине грчких острва. У Србији спада у честе врсте, може се наћи и у низији и на планинама. Становник је степа, ливада и пропланака.